# Vickers Victoria
El Vickers Type 56 Victoria fue un biplano de transporte militar utilizado por la Real Fuerza Aérea. Era un desarrollo del transporte y bombardero Vimy; de este modelo surgió una larga y exitosa serie de transportes militares (Vernon, Victoria y Valentia) que, con cambios menores en la estructura y motores progresivamente más potentes, prestaron servicio hasta mediados de la década de los años cuarenta. Estas grandes máquinas multiplicaron el poder colonial británico, permitiendo rápidos despliegues de tropas en regiones hostiles o rápidas evacuaciones cuando era necesario. Aunque eran aviones muy lentos y vulnerables, hay que tener en cuenta que las tribus hostiles carecían de aviación de caza y artillería antiaérea.

## Diseño y desarrollo
El Victoria era un voluminoso transporte biplano bimotor con alas de misma envergadura, y unidad de cola también biplana con tren de aterrizaje convencional y patín de cola. El diseño combinó un fuselaje similar al del anterior transporte Vernon con el ala del bombardero Virginia, que se desarrolló en paralelo. Su planta motriz consistía en dos motores lineales de 12 cilindros en W Napier Lion; su amplio fuselaje tenía cabida para dos pilotos en una cabina abierta y en su interior, una capacidad de hasta 23 plazas en asientos de lona plegables, dispuestos a ambos lados del pasillo.
En abril de 1921, el Ministerio del Aire ordenó dos prototipos a partir de la Especificación 5/20. El primer prototipo, matrícula J6860, fue construido como Type 56 y designado Victoria Mk.I; el segundo, J6861, fue construido como Type 81 Victoria Mk.II. El Type 56 tenía dos motores Napier Lion IXA de 340 kW (450 hp) con grandes radiadores frontales y se instalaron directamente en los planos inferiores, los depósitos de combustible se colocaron debajo de la sección interior del plano principal inferior. El prototipo J6860 voló por primera vez desde Brooklands, Surrey, el 22 de septiembre de 1922. El Type 81 voló en enero de 1923, e inicialmente sólo difería en tener los depósitos de combustible debajo del plano principal superior. Más tarde se modificó reemplazando las cubiertas de motor de lados planos por góndolas más aerodinámicas, con los radiadores entre las patas del tren de aterrizaje, como se instaló en el bombardero Virginia Mk.II.
En marzo de 1925, se decidió realizar un pedido de 15 aviones de producción. En ese momento, el diseño del bombardero Virginia había evolucionado para incorporar secciones externas alares con ligera flecha y cierto diedro positivo, y la producción del Type 117 Victoria Mk.III incorporó estos cambios. Otra mejora introducida por primera vez en el Virginia Mk.X fue la introducción de estructuras metálicas en lugar de los fuselajes de madera de los primeros ejemplares, por lo que se solicitó un prototipo del Victoria con una estructura metálica básica (matrícula J9250) en septiembre de 1927, que fue entregado en octubre de 1928. El fuselaje metálico demostró ser mucho más adecuado para las áreas cálidas y húmedas donde operaba el Victoria, resultando en el Type 145 Victoria Mk.IV. A este prototipo siguieron las variantes de producción a gran escala Type 145 Victoria Mk.IV y Type 169 Mk.V, con estructura alar metálica producida por conversión o nueva producción, respectivamente, así como la eliminación de derivas (sólo los timones de profundidad) y motores Napier Lion VIIB de 570 hp. La versión final fue la Type 262 Victoria Mk.VI, propulsada por los más modernos y potentes motores radiales Bristol Pegasus IIL3 de 474 kW (635 hp). El éxito del Mk.VI condujo a pedidos de nuevos aparatos de producción denominados Valentia; esta era una versión mejorada con una estructura más fuerte, capaz de operar con pesos más altos. Cuando se dio por finalizada la producción, se habían montado 97 aviones, incluyendo los prototipos.

## Historia operacional
Las entregas del Victoria Mk.III comenzaron el 23 de febrero de 1926, reemplazando a los Vernon y Vimy en el 70 Squadron destacado en Hinaidi, Irak, y al 216 Squadron en Heliópolis, Egipto, ese año. Ocho Victoria del 70 Squadron desempeñaron un importante papel en el puente aéreo desde Kabul a Peshawar de noviembre de 1928 a febrero de 1929, cuando en condiciones invernales severas, los aviones de la RAF evacuaron a 586 personas, entre ellas al personal de la legación británica, junto con miembros de la familia real afgana, ante el peligro de guerra civil, durante el levantamiento de las tribus Shiamwari contra el emir de Afganistán Amanulá Khan; la noticia tuvo una amplia difusión en Gran Bretaña, y las principales empresas de suministros para aviación aprovecharon el episodio para anunciar la excelencia de sus productos. Los Victoria se utilizaron para transportar tropas a posibles puntos problemáticos, incluidos Irak y otros lugares, llevando refuerzos a Palestina en 1929, a Jordania en 1930 y de Egipto a Chipre en 1931.
Los Victoria de los dos escuadrones operacionales también hicieron una serie de vuelos de entrenamiento de largo alcance, tales como viajes de regreso de El Cairo a Adén en 1931, y ayudaron al establecimiento de las rutas aéreas pioneras que realizaron más tarde los aviones HP.42 de Imperial Airways. Un Victoria fue utilizado como entrenador de vuelo sin visibilidad en la Escuela Central de Vuelo, equipado con un juego de controles duales e instrumentos para vuelos nocturnos en una cabina cerrada. El Victoria continuó en servicio hasta 1935, aunque muchos fueron convertidos a Valentia, permaneciendo en uso hasta bien entrada la Segunda Guerra Mundial.

## Variantes
Type 56 Victoria Mk.I
Primer prototipo (J6860); motores W12 Napier Lion IAX de 340 kW (450 hp).
Type 81 Victoria Mk.II
Segundo prototipo (J6861); motores Napier Lion IC.
Type 117 Victoria Mk.III
Primera versión de producción. Aviones de transporte militar para la RAF; motores Napier Lion II de 450 hp; 46 construidos.
Type 145 Victoria Mk.IV
Estructura de ala metálica. Un prototipo (J925) propulsado por motores radiales Bristol Jupiter; trece conversiones de variantes anteriores con motores Lion.
Type 169 Victoria Mk.V
Nuevos aviones de producción con estructura metálica y motores Napier Lion XIB de 430 kW (570 hp); 37 construidos.
Type 262 Victoria Mk.VI
Producción final: motores Bristol Pegasus IIL3 de 490 kW (660 hp) en lugar de Napier Lion XI; 11 nuevas construcciones, 23 conversiones.

## Operadores
Reino Unido
- Real Fuerza Aérea[22]

## Especificaciones (Victoria Mk.V)
Referencia datos: Aircraft of the Royal Air Force 

### Características generales
- Tripulación: Dos
- Capacidad: 22 pasajeros
- Longitud: 18,1 m (59,5 ft)
- Envergadura: 26,6 m (87,3 ft)
- Altura: 5,4 m (17,7 ft)
- Superficie alar: 202,3 m² (2177,6 ft²)
- Peso vacío: 4550 kg (10 028,2 lb)
- Peso máximo al despegue: 8056 kg (17 755,4 lb)
- Planta motriz: 2× motor lineal de 12 cilindros en W refrigerado por agua Napier Lion XI.
  - Potencia: 430 kW (593 HP; 585 CV) cada uno.

### Rendimiento
- Velocidad máxima operativa (Vno): 180 km/h (112 MPH; 97 kt) a nivel del mar
- Alcance: 1240 km (670 nmi; 771 mi)
- Techo de vuelo: 4900 m (16 076 ft)
- Tiempo a altitud: 11 min para 1500 m (4920 pies)

## Aeronaves relacionadas

### Secuencias de designación
- Secuencia Numérica (interna de Vickers): ← 51 - 54 - 55 - 56 - 57 - 58-60 - 61 -- 77 - 78 - 79 - 81 - 83-85 - 86 - 87 -- 113 - 115 - 116 - 117 - 118 - 119 - 120 -- 132 - 133 - 134 - 138 - 139 - 141 - 142 - 143 - 145 - 146 - 147 - 148 -- 163 - 166 - 168 - 169 - 170 - 171 - 172 -- 227 - 230 - 231 - 241 - 244 - 245 - 246 -- 256 - 258 - 259 - 262 - 263 - 264 - 266 →